# Nacionalismo asturiano

Bandera usada por los nacionalistas en Asturias.

El nacionalismo asturiano es un movimiento político y social que considera que Asturias debe de tener un mayor autogobierno o que es una nación y reclama los derechos que tendría como tal como el derecho de autodeterminación según los nacionalistas. La defensa de la cultura asturiana, de la unidad del territorio histórico asturiano y sobremanera de la lengua asturiana es uno de sus esfuerzos.
Antes de la Transición hubo personajes que tenían rasgos de carácter regionalista, como Pachín de Melás. La Junta Regionalista Asturiana sería el primer organismo que reclamaba autogobierno, aunque no tuvo después ninguna continuidad política. El resurgimiento del asturianismo en la Transición tiene su comienzo en el colectivo cultural Conceyu Bable, y con la creación del primer partido político nacionalista asturiano, que fue el Conceyu Nacionalista Astur, en 1976.
Pese a que en Asturias no ha sido en absoluto un fenómeno tan pronunciado como en otros casos (nacionalismo catalán, nacionalismo gallego o nacionalismo vasco). No obstante, el nacionalismo se dejó notar en la política asturiana, aunque más a un nivel de movimiento social que de elemento con fuerza institucional.
En el congreso de refundación de Foro Asturias en 2021, el partido tomó el carácter de regionalista y Asturianista, así como apoyo a la cooficialidad del Asturiano.

## La cuestión lingüística
El asturleonés o asturiano carece de oficialidad en el Principado de Asturias, aunque el Estatuto de Autonomía le reconoce una especial protección. Todos los años suelen hacerse concentraciones y conciertos en favor de la oficialidad del asturiano. Los nacionalistas se encuentran entre sus más férreos defensores, como Andecha Astur, aunque también apoyan la cooficialidad otros grupos y asociaciones políticos, generalmente de izquierdas, como el PCPE el PCE, el PSOE, Izquierda Unida o Podemos Asturias.
Antiguamente ha sido reivindicada la cooficialidad del asturiano por fuerzas de derechas como el URAS, el Partiu Asturianista o el Partido Popular de Asturias. En el año 2021, en el congreso de Refundación de Foro Asturias, se aprobó la defensa de la Cooficialidad del Asturiano y del carácter regionalista que tomaría el partido.

## Historia
La defensa de la identidad asturiana desde un punto de vista regionalista tiene su origen en el siglo XIX, cuando Asturias estaba presente como región singular en el proyecto de Constitución elaborado en 1872, con vistas a la proclamación de la I República y que nunca consiguió la oportuna legitimación. Entre las filas de la burguesía asturiana no existía el interés político ni intelectual que en las últimas décadas del siglo XIX lleva al resurgir la conciencia regional, sino que más bien, aparecen figuras aisladas que se interesan por la lengua asturiana como José Caveda y Nava o por el conocimiento del romancero popular como Menéndez Pidal. Es Gumersindo Laverde el intelectual que con más intensidad afirma un asturianismo identitario que aspira a la unidad e integridad territorial de las dos Asturias, las de Oviedo y Santillana. Con posterioridad, su singularidad fue de nuevo reconocida en el Proyecto de Estatuto Regional para Asturias, redactado en tiempos de la II República bajo el amparo del artículo 1 de la Constitución de 1931, aunque dicho proyecto no alcanzaría tampoco la aprobación necesaria.
No es hasta la Transición cuando surge el nacionalismo asturiano de manos del Conceyu Nacionalista Astur, fundado en 1976 y que sería el primer partido nacionalista en Asturias.
En la década de 1980, con ocasión de la promulgación del Estatuto de Autonomía de Asturias, surgen varios partidos nacionalistas de diversas tendencias ideológicas como el Conceyu Independiente d'Asturies, el Ensame Nacionalista Astur (ENA) o el Partíu Asturianista (PAS). Este último evolucionaría años más tarde hacia un regionalismo más moderado.
En las elecciones asturianas de 1991, Unidá Nacionalista Asturiana (UNA) y el PAS alcanzan un acuerdo para presentar una candidatura conjunta bajo el nombre de Coalición Asturiana. La lista de CA obtiene un escaño, que ocuparía Xuan Xosé Sánchez Vicente, del PAS.
En las elecciones de 1995 el PAS consigue un diputado en solitario, repitiendo Xuan Xosé Sánchez Vicente. En las elecciones de 2003, Bloque por Asturies se presentó en coalición con IU, logrando formar parte del gobierno junto a la FSA-PSOE, sin embargo los componentes de la coalición de carácter nacionalista (Izquierda Asturiana e Izquierda Nacionaliega d'Asturies) la abandonan al poco de su creación por fuertes discrepancias políticas.
En los primeros meses de 2007, Andecha Astur e Izquierda Asturiana (IAS), junto a Los Verdes-Grupu Verde, anuncian una coalición de cara a las elecciones autonómicas y municipales de mayo de ese año, bajo el nombre de Unidá, logrando los mejores resultados del nacionalismo asturiano de izquierdas hasta la fecha. La firma de este acuerdo provocó una ruptura interna en Andecha Astur, y uno de los sectores se presenta igualmente a las elecciones utilizando el nombre Andecha Astur, lo que provoca una disputa legal que aún no ha sido resuelta. Esta coalición concurrió también a las elecciones generales de 2008, ya sin Los Verdes-Grupu Verde, pero con la presencia de Asturianistes por Nava.

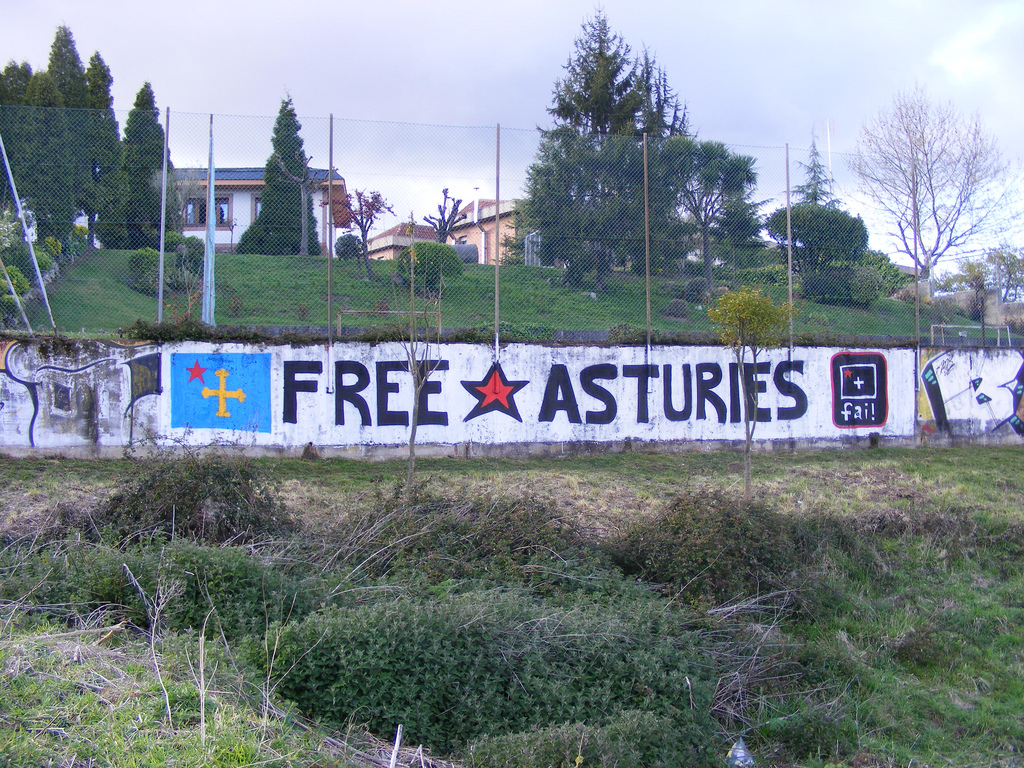
Mural de Fai! Asturies en Oviedo, de carácter nacionalista.

En mayo de 2008 la coalición electoral pasa a formar una federación de partidos, llamada Unidá Nacionalista Asturiana (UNA), recuperando con ello el nombre del histórico partido e integrando tanto a componentes de Izquierda Asturiana como de Andecha Astur, amén de un amplio sector de independientes, tratando de fijar con ello una política integradora de las sensibilidades políticas de la izquierda asturiana y ecologista.
En 2010 se funda Conceyu Abiertu, con vistas a las elecciones municipales del 22 de mayo de 2011, con el apoyo y participación tanto de miembros de Andecha Astur como de independientes. La formación obtendría un concejal en la localidad de Noreña.

## Presencia institucional
El Bloque por Asturies tuvo un cargo en el Gobierno en la legislatura comprendida entre 2003 y 2007, que recayó en Rafael Palacios, su portavoz nacional, ejerciendo como director de la Agencia de Cooperación al Desarrollo. Además, en la legislatura siguiente, el BA ostentó también la tenencia de alcaldía de Pola de Lena, en manos de Xosé Agripino Pérez. Además de en este concejo, tiene presencia institucional en San Martín del Rey Aurelio, Langreo y Gozón. Es la primera organización del nacionalismo asturiano que ha accedido al Gobierno, aunque en coalición con una fuerza estatal, Izquierda Xunida d'Asturies, que, a principios de 2008, se declaró soberana respecto a su referente en Madrid.
El PAS tuvo un diputado en la Junta General del Principado de Asturias entre 1991 y 1999, su presidente Xuan Xosé Sánchez Vicente. Además, ostentó la alcaldía de Nava entre 1995 y 1999, en la persona de Julián Fernández Montes, que continuó como alcalde hasta 2003 pese a ser expulsado del PAS. Tuvo presencia en los concejos de Villaviciosa, Nava, Pola de Lena, Cangas de Onís, Amieva, Tineo, Bimenes y Grandas. En Bimenes, llegó a ostentar la Alcaldía entre 2015 y 2019, con Aitor García Corte. Con la desaparición del PAS, Aitor García Corte continuó al frente del Ayuntamiento de Bimenes con el partido “Asturianistes” con el que obtuvo mayoría absoluta. El PAS es la fuerza que más representación institucional ha tenido entre el asturianismo político.
Unidá Nacionalista Asturiana mantiene su concejal en el concejo de Carreño, Santiago Artime. Tras un acuerdo a nivel local-nacional con Asturianistes por Nava (APN), cuenta también con dos concejales en este concejo.
Andecha Astur tuvo un concejal en Riosa entre 1995 y 2007, Violeta Santapaz; y otro en Carreño entre 1999 y 2003.
Izquierda Asturiana tuvo un concejal en Piloña, José Ángel García Allende, durante los seis primeros meses de 2007. Fue expulsado por no seguir la línea política de la organización. En las elecciones autonómicas y municipales de 2007 Izquierda Asturiana concurrió a las elecciones en la coalición Unidá con un sector de Andecha Astur, que posteriormente pasaría a denominarse Andecha Nacionaliega y con Los Verdes-Grupu Verde y en las generales de 2008 concurrió en la misma coalición ya sin Los Verdes-Grupu Verde.
Conceyu Abiertu cuenta desde el 2011 con un concejal en Noreña.
Tanto el programa político de 2012 como los estatutos de Izquierda Xunida d'Asturies, federación asturiana de Izquierda Unida (España), defienden la definición de la comunidad como nacionalidad histórica y, como elemento fundamental de su proyecto político, el objetivo de la construcción de Asturias como país en el marco del Estado Federal plurinacional y Republicano que nos ha de conducir a una Europa Social.

## Terrorismo
En el mes de marzo de 1980, la Policía detenía a siete personas por su relación con el atraco a la sede central del Banco Herrero en Oviedo y la organización ETA político-militar. La policía insinuó extraoficialmente la posibilidad de alguna vinculación de estas personas con el CNA.
Durante la década de 1980, existió además un grupo armado que bajo el nombre de Andecha Obrera, hizo explosionar diversos artefactos en objetivos típicos de las luchas obreras, como oficinas del INEM.
El 8 de enero de 1988, explosionó un artefacto en la estación de FEVE de Gijón y otro fue desactivado tras una llamada de aviso, que se relacionó con un conflicto con la empresa por el uso de la lengua asturiana, aunque este nunca fue reivindicado.